# Данвил (Вирџинија)
Данвил (енгл. Danville) град је у америчкој савезној држави Вирџинија. По попису становништва из 2010. у њему је живело 43.055 становника.

## Демографија
Према попису становништва из 2010. у граду је живело 43.055 становника, што је 5.356 (11,1%) становника мање него 2000. године.
|                   | 2010.           | 2000.           |
| Укупно            | 43 055 (100,0%) | 48 411 (100,0%) |
| Афроамериканци    | 20 795 (48,30%) | 21 352 (44,11%) |
| Белци             | 20 107 (46,70%) | 25 813 (53,32%) |
| Хиспаноамериканци | 1 245 (2,892%)  | 612 (1,264%)    |
| Остали            | 505 (1,173%)    | 343 (0,709%)    |
| Азијати           | 403 (0,936%)    | 291 (0,601%)    |